# Ассорино
Ассорино — деревня в Чухломском муниципальном районе Костромской области. Входит в состав Повалихинского сельского поселения

## География
Находится в северной части Костромской области на расстоянии приблизительно 18 км на восток- северо-восток по прямой от города Чухлома, административного центра района.

## История
В 1907 году здесь было учтено 7 дворов. В 1910 году была построена Казанская церковь (не сохранилась).

## Население
Постоянное население составляло 37 человек (1897 год), 46 (1907), 2 в 2002 году (русские 100 %), 1 в 2022.